# Thomas Blackwood Murray
Thomas Blackwood Murray (* 3. Oktober 1877 in Biggar; † 3. Juni 1944 ebenda) war ein schottischer Curler und Olympiasieger.
Murray spielte als Second der britischen Mannschaft bei den
I. Olympischen Winterspielen 1924 in Chamonix im Curling.
Die Mannschaft gewann die olympische Goldmedaille.

## Erfolge
- Olympiasieger 1924